# Michael Krause
Michael Krause (Maagdenburg, 24 juli 1946 – 23 juni 2024) was een hockeyer uit Duitsland. 
Krause nam driemaal deel aan de Olympische Zomerspelen en behaalde in eigen land in 1972 de gouden medaille. Hij overleed op 23 juni 2024 op 77-jarige leeftijd.

## Erelijst
- 1968 – 4e Olympische Spelen in Mexico-stad
- 1972 –  Olympische Spelen in München
- 1973 –  Wereldkampioenschap in Amstelveen
- 1976 – 5e Olympische Spelen in Montreal